# Raemon Sluiter
Raemon Sluiter (Rotterdam, 13 aprile 1978) è un allenatore di tennis ed ex tennista olandese. Raggiunge il suo best ranking in singolare il 24 febbraio 2003 con la 46º posizione; mentre nel doppio divenne, l'8 settembre 2003, il 97º del ranking ATP.

## Carriera
In carriera in singolare, è riuscito a conquistare dieci tornei challenger. Nel febbraio del 2008 annunciò il suo ritiro per poi rientrare nel circuito ATP l'anno successivo. Detiene il record come il giocatore con la posizione più bassa in classifica a raggiungere la finale di un torneo ATP. Ciò accadde all'Ordina Open 2009 a 's-Hertogenbosch dove, dopo essere entrato in tabellone grazie ad una wild card da 866º del mondo venne sconfitto solo in finale dal tedesco Benjamin Becker con il punteggio di 7-5, 6-3. Grazie a questo risultato scalò quasi cinquecento posizioni in classifica in una sola settimana.
Ha fatto parte della squadra olandese di Coppa Davis dal 2001 al 2007 con un record di sei vittorie e undici sconfitte.

## Statistiche

### Singolare

#### Vittorie (0)
| Legenda                   |
| Grande Slam (0)           |
| ATP World Tour Finals (0) |
| ATP Masters 1000 (0)      |
| ATP World Tour 500 (0)    |
| ATP World Tour 250 (0)    |
| Challengers (10)          |
| Futures (0)               |

| Numero | Data             | Torneo                              | Superficie  | Avversario in finale | Punteggio              |
| 1.     | 11 luglio 1999   | West of England Challenger, Bristol | Erba        | Chris Wilkinson      | 6-3, 6-7, 7-6          |
| 2.     | 7 novembre 1999  | Lambertz Open by STAWAG, Aquisgrana | Sintetico   | David Prinosil       | 2-6, 6-4, 7-6          |
| 3.     | 15 luglio 2001   | Siemens Open, Scheveningen          | Terra rossa | Paul-Henri Mathieu   | 6-3, 6-4               |
| 4.     | 3 febbraio 2002  | Luebeck Challenger, Lubecca         | Sintetico   | Alexander Popp       | 6-2, 3-0r              |
| 5.     | 3 marzo 2002     | Hamburg Challenger, Amburgo         | Sintetico   | Neville Godwin       | 6-1, 6-3               |
| 6.     | 7 aprile 2002    | Tunis Open, Tunisi                  | Terra rossa | Mario Radić          | 6-2, 7-5               |
| 7.     | 14 luglio 2002   | Siemens Open, Scheveningen          | Terra rossa | Salvador Navarro     | 7–6(6), 6(3)–7, 7–6(4) |
| 8.     | 27 febbraio 2005 | Luebeck Challenger, Lubecca         | Sintetico   | Alexander Waske      | 7–6(2), 7–6(10)        |
| 9.     | 27 novembre 2005 | Czech Indoor Open, Praga            | Sintetico   | Nicolas Thomann      | 6-3, 7-5               |
| 10.    | 29 luglio 2007   | Poznań Porsche Open, Poznań         | Terra rossa | Júlio Silva          | 6-4, 6-3               |

### Doppio

#### Vittorie (0)
| Legenda doppio            |
| Grande Slam (0)           |
| ATP World Tour Finals (0) |
| ATP Masters 1000 (0)      |
| ATP World Tour 500 (0)    |
| ATP World Tour 250 (0)    |
| Challengers (5)           |
| Futures (1)               |

| Numero | Data             | Torneo                                            | Superficie  | Compagno         | Avversari in finale                      | Punteggio     |
| 1.     | 10 maggio 1998   | China F1 1998, Pechino                            | Cemento     | Kim Dong-Hyun    | Hiroki Ishii Hideki Kaneko               | 6-1, 6-7, 6-2 |
| 1.     | 6 settembre 1998 | Belgrado Challenger, Belgrado                     | Terra rossa | Nenad Zimonjić   | Ali Hamadeh Johan Landsberg              | 6-4, 6-4      |
| 2.     | 25 ottobre 1998  | Bauer Cup, Eckental                               | Sintetico   | Tomáš Cibulec    | Barry Cowan Filippo Veglio               | 7-6, 6-3      |
| 3.     | 11 luglio 2004   | Siemens Open, Scheveningen                        | Terra rossa | Paul Logtens     | Enzo Artoni Juan Pablo Brzezicki         | 6-2, 7-5      |
| 4.     | 15 luglio 2007   | Siemens Open, Scheveningen                        | Terra rossa | Peter Wessels    | Rohan Bopanna Pablo Cuevas               | 7–6(6), 7-5   |
| 5.     | 15 agosto 2009   | Concurso Internacional de Tenis - Vigo 2009, Vigo | Terra rossa | Thiemo de Bakker | Pedro Clar-Rossello Albert Ramos Viñolas | 7–6(5), 6-2   |